# Двадесет хиляди левги под водата
„Двадесет хиляди левги под водата“ е седмият по ред роман от поредицата „Необикновени пътешествия“ на френския писател Жул Верн (1828 – 1905). Книгата е издадена за първи път през 1870 г. във Франция със заглавието Vingt mille lieues sous les mers от известния френски издател Пиер Етцел, с когото авторът има сключен договор за романите си. Илюстрациите в романа са дело на Алфонс дьо Ньовил и Едуард Руи. В България романът е познат като „Капитан Немо“ и има над десет издания.

## Сюжет
Романът започва с описание на загадъчните срещи на кораби от различни националности със странен плуващ риф. След сблъсък с парахода „Шотландия“ се налага тезата, че става въпрос за гигантски нарвал – вид кит от полярните морета. Предприета е експедиция за залавянето му.
На борда на американската фрегата „Ейбрахам Линкълн“ се качват главните герои на романа – френският професор по естествена история и морски биолог Пиер Аронакс, прислужникът му Консей и канадският китоловец Нед Ланд. След неуспешно преследване на нарвала героите попадат на борда на голям подводен кораб и стават неволни пленници на капитана му. Оказва се че „нарвалът“ е свръхмодерна за времето си електрическа подводница „Наутилус“ с екипаж и капитан от изгнаници, отрекли се от всякакъв контакт с цивилизования свят.
Капитанът се представя с името Немо, което преведено от латински означава „никой“. Капитан Немо разговаря с подчинените си на някакъв странен и неразбираем език за новите пасажери, и заповедите му се изпълняват безпрекословно. На борда на „Наутилус“, чийто девиз е Mobilis in mobili – Подвижен в подвижното (лат.) професор Аронакс и спътниците му се сблъскват с необикновените чудеса и съкровища на електрическия кораб. Те започват едно пътешествие, за което всеки учен би завидял за мястото на проф. Аронакс. Прекосявайки Тихия океан и Индийския океан „Наутилус“ преминава през неизвестен подводен тунел от Червено море в Средиземно море. Следва среща отвъд Гибралтарския проток с легендарната Атлантида и през Атлантическия океан достигане до Южният полюс. Пътешествието е изпълнено с много необикновени случки и приключения, борба с кашалоти и октоподи, потапяне на четири левги в дълбините на океана и морски двубой с военен кораб. Професор Аронакс и спътниците му успяват да избягат от „Наутилус“ използвайки момента, в който той е засмукан от водовъртежа на Маелстрьом.
Значението на романа може да се вижда не само за приключенската белетристика но и в борбата на идеи:
| „                                    | Този индиец живее в една страна на потисничеството. И всички потиснати хора, където и да живеят, са граждани на тази страна Индия, и затова като един потиснат човек аз до последния си дъх гордо ще казвам: „Аз съм индиец!“ | “ |
| Капитан Немо, 16. гл. последен пасаж | |   |